# Bericostenus humicola
Bericostenus humicola är en mångfotingart som beskrevs av Karl Wilhelm Verhoeff. Bericostenus humicola ingår i släktet Bericostenus och familjen Andrognathidae. Inga underarter finns listade i Catalogue of Life.